# Episodi di Ellery Queen
La prima e unica stagione della serie televisiva Ellery Queen è andata in onda per la prima volta negli Stati Uniti tra il 1975 e il 1976 sulla rete NBC.
In Italia l'episodio pilota è stato trasmesso il 29 aprile 1978 su Rai 1, il resto della serie è stato trasmesso, a partire dal 14 febbraio del 1979, senza rispettare l'ordine cronologico. Inoltre, vennero trasmessi solo 14 episodi.
L'episodio pilota della serie intitolato Too Many Suspects (noto anche come Ellery Queen) è ispirato al romanzo Il quarto lato del triangolo (1965), scritto da Avram Davidson su una traccia di 71 pagine di Frederic Dannay e, poi rivisto da Manfred B. Lee.
L'episodio La villa sulla collina è tratto dal racconto L'avventura del tea-party da pazzi, incluso nell'antologia Le avventure di Ellery Queen (1934).
| nº | Titolo originale                                   | Titolo italiano                 | Prima TV USA      | Prima TV Italia  |
| -- | -------------------------------------------------- | ------------------------------- | ----------------- | ---------------- |
| 0  | Too Many Suspects                                  | Delitto nei quartieri alti      | 23 marzo 1975     | 29 aprile 1978   |
| 1  | The Adventure of Auld Lang Syne                    | La notte di San Silvestro       | 11 settembre 1975 | 14 febbraio 1979 |
| 2  | The Adventure of the Lover's Leap                  | Orologio da polso               | 18 settembre 1975 | 7 marzo 1979     |
| 3  | The Adventure of the Chinese Dog                   | Il cane cinese                  | 25 settembre 1975 | 21 febbraio 1979 |
| 4  | The Adventure of the Comic Book Crusader           | Tre per uno                     | 2 ottobre 1975    | 18 aprile 1979   |
| 5  | The Adventure of the 12th Floor Express            | Il mistero del 12º piano        | 9 ottobre 1975    |                  |
| 6  | The Adventure of Miss Aggie's Farewell Performance | Recita d'addio di Miss Aggie    | 19 ottobre 1975   |                  |
| 7  | The Adventure of Colonel Nivin's Memoirs           | Le memorie del colonnello Nivin | 23 ottobre 1975   |                  |
| 8  | The Adventure of the Mad Tea Party                 | La villa sulla collina          | 30 ottobre 1975   | 7 febbraio 1979  |
| 9  | The Adventure of Veronica's Veils                  | I veli di Veronica              | 13 novembre 1975  | 21 marzo 1979    |
| 10 | The Adventure of the Pharaoh's Curse               | La maledizione del faraone      | 11 dicembre 1975  |                  |
| 11 | The Adventure of the Blunt Instrument              | Premio letterario               | 18 dicembre 1975  | 31 gennaio 1979  |
| 12 | The Adventure of the Black Falcon                  | Il falco nero                   | 4 gennaio 1976    | 28 febbraio 1979 |
| 13 | The Adventure of the Sunday Punch                  | Il pugno della domenica         | 11 gennaio 1976   |                  |
| 14 | The Adventure of the Eccentric Engineer            | Il trenino elettrico            | 18 gennaio 1976   | 14 marzo 1979    |
| 15 | The Adventure of the Wary Witness                  | Il testimone diffidente         | 25 gennaio 1976   |                  |
| 16 | The Adventure of the Judas' Tree                   | L'albero di Giuda               | 1º febbraio 1976  | 4 aprile 1979    |
| 17 | The Adventure of the Sinister Scenario             | Giallo a Hollywood              | 8 febbraio 1976   | 11 aprile 1979   |
| 18 | The Adventure of the Two-Faced Woman               | La donna in blu                 | 29 febbraio 1976  | 1º maggio 1979   |
| 19 | The Adventure of the Tyrant of Tin Pan Alley       | Il tiranno di Tin Pan Alley     | 7 marzo 1976      |                  |
| 20 | The Adventure of Caesar's Last Sleep               | Il sonno del gangster           | 14 marzo 1976     | 25 aprile 1979   |
| 21 | The Adventure of the Hardhearted Huckster          | Cuore di pietra                 | 21 marzo 1976     |                  |
| 22 | The Adventure of the Disappearing Dagger           | Il pugnale scomparso            | 4 aprile 1976     | 28 marzo 1979    |

## Delitto nei quartieri alti
- Titolo originale: Too Many Suspects
- Diretto da: David Greene
- Scritto da: Richard Levinson e William Link

### Trama
L'affascinante stilista di moda Monica Grey viene assassinata nel suo appartamento in un elegante palazzo newyorkese. Del delitto viene dapprima accusato il suo amante, il ricco uomo d'affari Carson McKell, che abita nello stesso condominio. Coinvolto nelle indagini condotte dal padre, l'ispettore Richard Queen, Ellery riesce a far scagionare McKell dall'accusa, ma le circostanze portano a sospettare di Marion, la moglie di McKell. Con l'aiuto di Gail Stevens, la segretaria di McKell, Ellery dimostra anche l'innocenza di Marion e la sua estraneità ai fatti. Complice l'ipotesi formulata da Simon Brimmer, conduttore radiofonico e investigatore dilettante, i sospetti si indirizzano allora verso Ramon, l'autista della famiglia McKell, che si scopre essere stato l'ultimo amante di Monica Grey. Braccato dalla polizia, Ramon si dà alla fuga ma muore nel tentativo, precipitando dal tetto di un palazzo. Ellery ha però nel frattempo intuito la verità: riunisce tutti gli indiziati e fa riproporre il notiziario televisivo trasmesso la sera della morte di Monica, facendo rispettare rigorosamente i tempi della trasmissione. La vittima, nei suoi ultimi istanti di vita, aveva infatti staccato la spina del proprio televisore alle 10:25 esatte, nel preciso momento in cui venivano trasmesse le previsioni del tempo e sullo schermo televisivo compariva il sole. Appassionata di cruciverba, enigmi e anagrammi, Monica aveva pertanto lasciato un indizio riferito al sole per accusare il figlio dei McKell, Elios (il termine greco che significa "sole"). Elios confessa di essere l'autore del delitto.
- Altri interpreti: Ray Milland (Carson McKell), Kim Hunter (Marion McKell), John Hillerman (Simon Brimmer), Gail Strickland (Gail Stevens), Nancy Kovack (Monica Grey), Tim O'Connor (Ben Waterson), Warren Berlinger (Eddie Carter), Monte Markham (Elios McKell), Victor Mohica (Ramon), John Finnegan (Matthew Thomas Cleary), John Larch (Pubblico Ministero)

## La notte di San Silvestro
- Titolo originale: The Adventure of Auld Lang Syne
- Diretto da: David Greene
- Scritto da: Richard Levinson, William Link e Peter S. Fischer

### Trama
Durante la veglia di San Silvestro del 1946, il ricco uomo d'affari Marcus Halliday sta cenando all'Hotel Astor di New York con i suoi parenti e collaboratori più stretti. Irritato dal loro opportunismo, Halliday va a telefonare al proprio notaio per fargli cambiare testamento e diseredare tutti i suoi ospiti, ma viene assassinato con una coltellata alla gola mentre si trova nella cabina telefonica. L'ispettore Queen, anch'egli presente al ricevimento, inizia a interrogare tutti coloro che erano al tavolo con Halliday, mentre attende l'arrivo di Ellery, bloccato dal traffico cittadino. L'indagine si incentra sulla misteriosa telefonata fatta da Halliday che - negli istanti immediatamente precedenti la morte - ha composto il numero telefonico di Joseph Kemmelman, un modesto impiegato delle pompe funebri, il quale dichiara di non aver mai conosciuto né il defunto né gli indiziati. Al suo arrivo all'Astor, Ellery comprende il motivo della telefonata a Kemmelman: non potendo parlare a causa della ferita alla gola, Halliday ha composto al telefono il nome del suo assassino. Le cifre del numero di Kemmelman corrispondono infatti alle lettere che compongono il cognome Becker, il socio in affari di Halliday, che tenta la fuga ma viene bloccato dal sergente Velie. In quel momento scocca la mezzanotte e, mentre brinda con il padre all'arrivo del nuovo anno e alla felice soluzione del caso, Ellery viene raggiunto da Kitty, la ragazza alla quale aveva dato appuntamento per la serata ma con la quale si era lasciato in malo modo dopo essere arrivato tardi a casa sua per accompagnarla alla festa. I due si riconciliano con un romantico bacio.
- Altri interpreti: Joan Collins (Lady Daisy Frawley), Farley Granger (Paul Quincy), David Doyle (Don Becker), Barbara Rush (Emma Zelman), Ray Walston (Howard Pratt), Herb Edelman (il tassista), Guy Lombardo (se stesso), Charles Robinson (Lewis Halliday), George Wyner (Joseph Kemmelman), Karen Machon (Kitty McBride), Thayer David (Marcus Halliday), William Lanteau (Avery Dickson)

## Orologio da polso
- Titolo originale: The Adventure of the Lover's Leap
- Diretto da: Charles S. Dubin
- Scritto da: Robert Pirosh

### Trama
Stephanie Talbott, ricca signora dell'alta società, muore precipitando dalla terrazza della sua villa, mentre stava leggendo The Adventure of the Lover's Leap, un romanzo poliziesco di Ellery Queen nel quale la protagonista muore in analoghe circostanze. La Talbott, risposatasi di recente con Jonathan Kendrick, un attore fallito e alcolizzato, soffriva di disturbi di natura psicosomatica ed era in cura dal dottor Norman Marsh, il quale le aveva prescritto una terapia consistente nell'ascolto di registrazioni fonografiche da lui stesso preparate e dall'effetto ipnotico, che aiutavano la donna a dormire. Le indagini fanno emergere il rapporto burrascoso della Talbott con Cathy Kendrick, figlia di primo letto del marito, colei che è giunta per prima alla villa, chiamata telefonicamente dalla matrigna prima di morire, e ne ha scoperto il cadavere riverso sul prato. Simon Brimmer, dopo aver investigato personalmente, invita tutti gli indiziati, nonché Ellery e l'ispettore Queen, alla registrazione di una trasmissione radiofonica nella quale intende rivelare il nome del colpevole. Nell'occasione, Brimmer fa ascoltare ai presenti una registrazione su disco preparata da Kendrick, nella quale l'attore si finge il dottor Marsh e istiga la moglie al suicidio, spingendola a gettarsi dalla terrazza. Ellery ha però già intuito che l'istinto di conservazione ha prevalso e che la Talbott è riuscita a contrastare il comando ipnotico contenuto nel disco: l'assassino non è Kendrick, ma sua figlia Cathy, della quale Ellery dimostra la colpevolezza chiarendo la provenienza di una scheggia di vetro ritrovata sulla terrazza e a cui nessuno ha saputo dare una spiegazione. Si tratta di un frammento dell'orologio di Cathy, andato in pezzi durante la lotta sulla terrazza, al culmine della quale la giovane ha lasciato cadere nel vuoto la matrigna, allontanandosi dalla villa e poi ritornandovi poco dopo, fingendo di giungervi per la prima volta. Deluso dalla clamorosa smentita alla propria teoria, Brimmer deve disfarsi della registrazione, pur perfettamente riuscita, che dimostrerebbe però al suo pubblico l'errore commesso.
- Altri interpreti: Ida Lupino (Stephanie Talbott), Craig Stevens (Jonathan Kendrick), John Hillerman (Simon Brimmer), Don Ameche (dr. Norman Marsh), Susan Strasberg (Cathy Kendrick), Jack Kelly (J.T. Latimer), Anne Francis (Evelyn Chandler), Jimmy Lydon (attore alla radio), Don Diamond (poliziotto)

## Il cane cinese
- Titolo originale: The Adventure of the Chinese Dog
- Diretto da: Ernest Pintoff
- Scritto da: Gene Thompson e Robert Van Scoyk

### Trama
Ellery e l'ispettore Richard Queen si trovano in gita di piacere a Wrightsville per una battuta di pesca, quando vengono coinvolti nelle indagini sul delitto del facoltoso industriale Eben Wright, colpito mortalmente al capo con un oggetto rappresentante un cane cinese d'oro massiccio tempestato di pietre preziose, che Wright intendeva offrire come regalo di nozze alla figlia. Ellery interroga in maniera informale tutti gli ospiti di casa Wright: la figlia dell'industriale, Julia, e il suo futuro marito Gordon Wilde, un giovanotto dal passato equivoco e dal temperamento collerico, la governante Tilda McDonald, da sempre innamorata del defunto, e il serafico Warren Wright, nipote della vittima e appassionato di giardinaggio. Nel frattempo, le indagini ufficiali vengono condotte dallo sceriffo Oscar Eberhart, in procinto di presentare la propria candidatura per la rielezione alla carica. Quando il cane cinese viene rubato dagli uffici dello sceriffo, dove si trovava in custodia, Ellery comprende che il movente dell'omicidio di Wright è da ascriversi proprio al furto, e che il responsabile è lo stesso sceriffo Eberhart. L'indizio rivelatore per Ellery risulta essere la minuscola puntura rinvenuta su un polpastrello di Wright, riconducibile alla spilla che Eberhart sta regalando a concittadini e conoscenti per pubblicizzare la propria ricandidatura a sceriffo di Wrightsville. Tormentato dal pensiero di non riuscire ad essere rieletto all'imminente scrutinio, Eberhart confessa di aver ucciso Wright servendosi del cane cinese come arma, per poterlo poi sottrarre agevolmente dai propri stessi uffici e rivenderlo allo scopo di trarne guadagno e assicurarsi un futuro agiato.
- Altri interpreti: Orson Bean (Warren Wright), Geraldine Brooks (Tilda McDonald), Murray Hamilton (Henry Palmer), Eugene Roche (sceriffo Oscar Eberhart), Robert Hogan (Gordon Wilde), Katherine Crawford (Julia Wright), Hal Smith (coroner Will Bailey), Bill Quinn (J.P. Dell), Robert F. Simon (Eben Wright)

## Tre per uno
- Titolo originale: The Adventure of the Comic Book Crusader
- Diretto da: Peter H. Hunt
- Scritto da: Robert Van Scoyk

### Trama
Bud Armstrong, arrogante editore di una rivista a fumetti che sta dando alle stampe una striscia con protagonista Ellery Queen, intende modificare le caratteristiche del personaggio a suo piacimento. Profondamente irritato, Ellery fa irruzione nella redazione della rivista e commette l'errore di minacciare pesantemente Armstrong di fronte ai suoi collaboratori più stretti e alla sua segretaria Alma Van Dine. Poche ore dopo, Armstrong viene ucciso con tre colpi di pistola e Ellery, che non ha un alibi per l'ora del delitto, si ritrova ad essere il principale indiziato. L'ispettore Queen conduce le indagini tentando di proteggere il figlio, nonostante il parere opposto del suo superiore, spinto da una sfavorevole campagna stampa contro la polizia a cui si è unito l'irruente Frank Flannigan, giornalista della "New York Gazette". Per evitare ulteriori difficoltà al padre, Ellery si presenta spontaneamente e si lascia rinchiudere in cella, in attesa di poter dimostrare la propria innocenza, e trascorre il tempo leggendo accanitamente i numeri arretrati della rivista di Armstrong. Nel frattempo Flannigan riceve la copia di un romanzo di Ellery nella cui trama ci sono verosimiglianze col delitto, poi una segnalazione anonima che lo porta a introdursi in casa Queen, dove scopre l'arma del delitto nascosta nell'acquario dello studio di Ellery, il che sembra rafforzare l'ipotesi che egli sia colpevole. Ma allo stesso tempo Ellery, leggendo i fumetti di Armstrong, ha scoperto che l'arma del delitto è quella solitamente utilizzata come modello dai disegnatori dello staff della rivista, che avevano tutti un movente. Finalmente scagionato, Ellery ricostruisce l'accaduto: rimasto solo al suo tavolo in redazione, Armstrong fu colpito da tre proiettili sparati consecutivamente ed ebbe pochi istanti per tentare di lasciare una traccia che conducesse al colpevole: tracciò quindi una croce sulla nuvola contenente i dialoghi su un campione di disegni che aveva sul tavolo. Non intendeva però riferirsi al suo dialoghista Kenny Freeman, uomo mite e timido, che avrebbe potuto semplicemente accusare apponendo un segno su un altro bozzetto che aveva accanto, contenente la firma di Freeman. In realtà Armstrong fece una croce sui dialoghi per escluderli, lasciando così in evidenza le matite, le chine e le ombre, dettagli curati invece da altri tre disegnatori dello staff, Lyle Shannon, Vincent Porter e Phil Collins. Concepito il piano insieme, i tre si sono procurati un alibi in un bar, dal quale sono poi usciti in un momento di maggior affluenza di avventori, acquistando solo i proiettili e uccidendo Armstrong servendosi dell'arma già a disposizione in ufficio, sparando un colpo a turno, senza sapere quindi quale fosse il proiettile mortale ma restando tutti coinvolti. Successivamente i tre hanno depistato le indagini servendosi di Flannigan e seminando falsi indizi contro Ellery.
- Altri interpreti: Tom Bosley (Bud Armstrong), Donald O'Connor (Kenny Freeman), Lynda Day George (Alma Van Dine), Ken Swofford (Frank Flannigan), Joseph Maher (Lyle Shannon)

## Il mistero del 12º piano
- Titolo originale: The Adventure of the 12th Floor Express
- Diretto da: Jack Arnold
- Scritto da: David H. Balkan e Alan Lynn Folsom

### Trama
L'ispettore Queen chiama il figlio - che stava per partire per le vacanze - ad aiutarlo nell'indagine sulla morte di Henry Manners, editore del giornale "Examiner"; costui era scomparso dopo aver preso il suo ascensore privato personale, per poi riapparire misteriosamente ucciso da un'arma da fuoco. Il primo problema da risolvere per padre e figlio è scoprire come, dove e quando è stato esattamente commesso l'omicidio; l'ascensore era arrivato al 12º piano (quello degli uffici dirigenziali), poi al 6° e infine al 5°. A complicare le cose (almeno per l'ispettore) c'è la presenza di Frank Flannigan, che indaga per conto suo come giornalista della concorrenza, ma ne approfitta per origliare informazioni; tuttavia ad un certo punto darà liberamente una dritta ad Ellery in cambio dell'esclusiva al momento della soluzione.
Una testimonianza della segretaria del 6º piano, che sosteneva di non aver visto il defunto, viene invalidata ma i Queen lasciano correre, poiché la ragazza ha agito solo per timore, dal momento che non era al suo posto. Le indagini svelano che nonostante Manners fosse molto benvoluto come professionista c'erano stati screzi e scontri con altri dipendenti. In particolare, i 4 sospettati più probabili sono: la sorella Harriet, che durante la guerra aveva preso il suo posto poiché il fratello lavorava per il governo, ma al ritorno non voleva rassegnarsi a occuparsi solo di articoli sulla moda o altre cose inutili, e per di più considerava il tono del giornale troppo reazionario, tanto da provare a sottrargli il comando tramite una azione legale; il redattore capo Thornton Johns, che la vittima cercava di ostacolare in attesa che arrivasse all'età pensionabile (evento a cui mancava poco); inoltre ci sono screzi anche tra Johns e la Manners; l'avvocato Albert Klinger, che si era da poco scontrato con Manners riguardo un'altra azione legale iniziata da un cittadino per un articolo in cui era accusato di comunismo; Mitchell McCully, giornalista e autore di quest'ultimo articolo, un uomo presuntuoso che dice di riconoscere i comunisti a prima vista ma non aveva prodotto le prove per sostenere il suo articolo, e rischiava il licenziamento; c'era aria di lite anche tra McCully e Klinger, nonostante i due fossero stati compagni di università (dove studiavano ingegneria e odontoiatria, anche se hanno poi intrapreso strade differenti).
Tramite l'addetto all'ascensore, Ellery scopre che c'è un pannello di fusibili in un piano inferiore all'atrio che comanda il movimento dell'ascensore, trovando il mezzo; poi una casualità gli fa intuire che la vittima non fu vista al 12º piano perché la segretaria del piano aveva la scrivania ingombra di giornali e il corpo era a terra; il fatto che l'ascensore si fosse fermato ai piani 6 e 5 fa pensare all'ispettore Queen al numero 65, simbolo di pensione, cosa che indicherebbe Johns; ma quando Ellery considera anche il piano 12, intuisce il colpevole. Portando i sospetti nell'ascensore, lo scrittore spiega l'accaduto: Manners fu ucciso da qualcuno che sabotò la scatola dei fusibili per far scendere l'ascensore, sparò alla vittima, rimise i fusibili a posto e premette il pulsante del 12º piano; il moribondo aspettò che l'ascensore superasse i piani 5 e 6 e solo dopo premette prima 6 poi 5; voleva comporre il numero 1265, corrispondente all'ufficio di Mitchell McCully, ex studente di ingegneria e quindi capace di manomettere i fusibili. Ringraziando Ellery, Flannigan cerca un telefono, ma dimentica di essere già in un giornale; e infatti Thornton Johns sta già dettando ad un sottoposto un articolo per una edizione straordinaria, occupando l'unico telefono disponibile e costringendo Flannigan ad una corsa precipitosa.
- Altri interpreti: Dina Merrill (Harriet Manners), Paul Stewart (Thornton Johns), Pat Harrington Jr. (Mitchell McCully), George Furth (Albert Klinger), Ken Swofford (Frank Flannigan), Ruth McDevitt (Zelda Van Dyke), John Finnegan (Fred Durnhoffer), Paul Shenar (Wendell Warren), Tyler McVey (Henry Manners)

## Recita d'addio di Miss Aggie
- Titolo originale: The Adventure of Miss Aggie's Farewell Performance
- Diretto da: James Sheldon
- Scritto da: Peter S. Fischer

### Trama
L'attrice Vera Bethune, nota interprete del personaggio di Miss Aggie, protagonista di una serie radiofonica, ha un malore durante la registrazione di una puntata e viene ricoverata in ospedale, dove si scopre che è stata avvelenata; intervistata dai giornalisti, sostiene si tratti di un tentato omicidio e chiede a Ellery, accorso a farle visita, di individuare il colpevole. Ellery è scettico, ma quella notte Vera viene uccisa. Dall'indagine (richiesta con sollecitudine anche dal sindaco, la cui moglie è una fan di Miss Aggie) si apprende che la defunta aveva più di un nemico e che in molti hanno un possibile movente valido per il delitto, da un'attrice emergente con cui Vera si scontrava regolarmente, a un altro membro del cast che fu suo amante, fino agli sceneggiatori della serie, dai quali si apprende che lo show era in calo di ascolti e rischiava la chiusura. Ellery scopre che Gus, un inserviente dell'ospedale, ha sottratto un bracciale dagli effetti personali della morta, e prende contatto con il ricettatore a cui Gus vendeva la merce rubata, recuperando il gioiello. Simon Brimmer, che si è unito in maniera ufficiosa alle indagini, convince il produttore dello show (che finanzia anche il suo programma) a organizzare una trasmissione in diretta per smascherare il colpevole, ma puntualmente accusa la persona sbagliata. Ellery rivela che la Bethune ingerì di sua volontà una quantità modesta di veleno per simulare un attentato alla sua vita e riacquistare la popolarità in declino. Dell'omicidio è responsabile l'agente della Bethune, Louise Demery, stanca di ricevere solo briciole nonostante Vera godesse di contratti remunerativi. Giunta in ospedale con un mazzo di violette, nello stesso momento in cui era presente Ellery, la Demery era tornata la sera per uccidere Vera, non accorgendosi che la donna aveva stretto in mano il proprio bracciale con delle pietre viola incastonate, nel preciso intento di lasciare a Ellery Queen un indizio rivelatore. Risolto il caso, Ellery deve convincere il produttore dello show del proprio disinteresse a tenere un programma come quello di Brimmer, il quale tenta inutilmente di rimediare all'ennesima brutta figura.
- Altri interpreti: Eve Arden (Vera Bethune/Miss Aggie), Nan Martin (Olivia Burns), John McGiver (Mr. Pearl), John Hillerman (Simon Brimmer), Betty White (Louise Demery)

## Le memorie del colonnello Nivin
- Titolo originale: The Adventure of Colonel Nivin's Memoirs
- Diretto da: Seymour Robbie
- Scritto da: Robert E. Swanson

### Trama
Il colonnello Nivin, ex ufficiale dello spionaggio durante la guerra, ha appena pubblicato un libro di memorie, nel quale rivela dettagli scottanti su vecchie conoscenze, ed invita alcuni di costoro ad una lettura privata in anteprima presso un circolo esclusivo. Poco prima dell'arrivo degli ospiti, Nivin viene ucciso e il suo cadavere è scoperto da Jenny O'Brien, addetta alle relazioni stampa (per Nivin ma anche per Ellery di cui è amica) che viene inizialmente sospettata del delitto. L'ispettore Queen e il figlio interrogano i principali indiziati, iniziando dall'ambasciatore russo Alexsei Dobrenskov e da sua moglie Sonia, ex amante e collaboratrice pentita di un ufficiale nazista durante la guerra; poi il fotografo Marcel Fourchet, ex membro della Resistenza francese che parlò dopo le torture subite per mano della Gestapo, fino al misterioso Rosh Kaleel, tuttofare indiano presso il circolo frequentato da Nivin, che prima dichiara di chiamarsi Barney Groves ma viene poi definitivamente identificato come il maggiore George Pearson, un agente dello spionaggio inviato a tenere sotto controllo i movimenti di Nivin allo scopo di evitare rivelazioni scottanti sulla sua nazione. Ellery giunge alla soluzione quando demolisce l'alibi di Fourchet, mostrando una foto da lui scattata nel porto di Boston, che secondo il fotografo è stata ripresa il giorno dell'omicidio; ma una nave presente nell'immagine arrivò solo il giorno dopo, quando Fourchet scattò effettivamente la fotografia. Dopo che Fourchet viene smascherato, i Dobrenskov scoprono di essere seguiti dal KGB, ma il maggiore Pearson offre loro asilo negli Stati Uniti in cambio del silenzio sul caso Nivin.
- Altri interpreti: Robert Loggia (Alexsei Dobrenskov), Nina Van Pallandt (Sonia Dobrenskov), Lloyd Bochner (Col. Alec Nivin), René Auberjonois (Marcel Fourchet), Gretchen Corbett (Jenny O'Brien), Pernell Roberts (Rosh Kaleel/Barney Groves/Maj. George Pearson)

## La villa sulla collina
- Titolo originale: The Adventure of the Mad Tea Party
- Diretto da: James Sheldon
- Scritto da: Peter S. Fischer

### Trama
Ellery e il suo editore Howard Biggers sono invitati a trascorrere il fine settimana nella residenza del produttore teatrale Spencer Lockridge, che sta per trarre una commedia da un lavoro di Ellery. Sotto un violento temporale, i due giungono in serata alla villa di Lockridge mentre sono in corso le prove per la festa di compleanno di Johnny, il nipote del produttore, e gli ospiti sono mascherati come personaggi della favola di Alice nel paese delle meraviglie. La mattina successiva, Laura Lockridge fa svegliare Ellery per avvertirlo della misteriosa scomparsa del marito, che sembra essersi dileguato nel nulla durante la notte, con indosso ancora il costume della festa. In attesa della polizia, Ellery indaga in maniera informale. Nel frattempo strani pacchi vengono recapitati sulla porta della casa, indirizzati a ciascuno dei presenti, sconcertando gli ospiti. Poi tutti gli abitanti vengono drogati una sera per risvegliarsi in seguito inermi. All'arrivo dell'ispettore Richard Queen e dei colleghi locali, Ellery spiega a tutti cosa è successo e mostra il luogo dove fosse il corpo di Spencer Lockridge in quei due giorni.
Sospettando immediatamente che il produttore fosse stato assassinato, Ellery ha escogitato un piano per forzare il colpevole a tradirsi e, con l'aiuto del sergente Velie, aveva organizzato il recapito dei misteriosi pacchi regalo. Dopo aver radunato gli ospiti nella biblioteca, Ellery conduce l'attrice Emmy Reinhart a intuire che gli oggetti giunti con i pacchi sono elencati nel racconto Attraverso lo specchio e quel che Alice vi trovò, sequel di Alice nel paese delle meraviglie. Ed è proprio dietro a uno specchio semovente, in un vano destinato a ospitare la cassaforte, che Ellery rivela il nascondiglio dove è stato tenuto il corpo di Lockridge. Sconvolto dalla vista del cadavere (che in realtà è il sergente Velie con indosso gli stessi abiti che portava Lockridge al momento della scomparsa), l'architetto Paul Gardner, amico di famiglia e amante di Laura, confessa di essere l'autore del delitto e di aver sepolto il corpo di Lockridge all'esterno della casa.
- Altri interpreti: Rhonda Fleming (Laura Lockridge), Larry Hagman (Paul Gardner), Jim Backus (Howard Biggers), Edward Andrews (Spencer Lockridge), Julie Sommars (Emmy Reinhart), Carmen Mathews (Laetitia Allingham), Lew Brown (Lt. Carr), Olan Soule (il controllore), Julius Harris (Doyle, il maggiordomo)

## I veli di Veronica
- Titolo originale: The Adventure of Veronica's Veils
- Diretto da: Seymour Robbie
- Scritto da: Robert Pirosh

### Trama
Sam Packer, produttore di spettacoli burlesque, muore di insufficienza cardiaca pochi giorni prima che lo show debutti; due giorni prima della serata inaugurale, si svolge una veglia privata al teatro con alcuni collaboratori; viene proiettato un filmato girato privatamente dal defunto, in cui egli stesso sostiene che sarà ucciso ed evidenzia i possibili sospetti: la moglie Jennifer, che ha sposato Packer credendolo ricco mentre era molto indebitato: il comico Risky Ross, che aveva la possibilità di andare alla tv, però è stato costretto da Packer a tornare da lui; l'attrice Veronica Veil, che si considera una diva di Broadway ma veniva trattata da guitta; poi c'è Gregory Leighton, il finanziatore, che era stanco di aprire il portafogli e voleva già ritirarsi dopo l'ultimo spettacolo fallito. 
Packer riferisce di aver subito già due tentativi di omicidio, cioè un avvelenamento ed un investimento; ha quindi lasciato istruzioni di invitare anche Simon Brimmer, che incarica di investigare; Brimmer riceverà per posta una cartella, contenente informazioni sui sospetti, un'ora dopo il funerale. Ciò provoca in seguito un duro scontro tra Brimmer e l'ispettore Richard Queen, ma fino a questo momento non c'è un caso ufficiale, perché l'autopsia iniziale aveva attribuito la morte a cause naturali. Jennifer Packer va a spiegare tutto ad Ellery Queen, suo vecchio amico, rivelando sia le difficoltà nel matrimonio, sia la necessità dei soldi che le spettano dall'assicurazione sulla vita che il marito aveva stipulato, per estinguere i debiti ereditati. Ellery promette di indagare.
Nel frattempo Simon Brimmer ha ottenuto una nuova autopsia per il corpo di Sam Packer, grazie all’autorizzazione che Packer stesso aveva firmato prima della morte; il medico ha trovato tracce di cianuro! Brimmer convoca i sospettati in teatro e comincia a lanciare accuse velate senza però scendere in particolari; l’ispettore Queen arriva con un mandato e pretende la busta, così Brimmer gli parla a quattrocchi per spiegare che il fattorino con la busta è stato aggredito alle spalle per sottrarla; Brimmer ha tentato un bluff per innervosire l’assassino e spingerlo a confessare. Tuttavia, lo stratagemma di Brimmer fa effetto in seguito. Veronica ammetterà ad Ellery che Packer tempo prima minacciò di toglierla dallo spettacolo, e lei lo minacciò a sua volta in preda alla rabbia. Leighton parla in privato con l’ispettore rivelando che ha avuto incontri con Veronica per spingerla a ruoli drammatici; l’attrice però lasciò la loro corrispondenza nel camerino e Packer la trovò, servendosene per fare leva su Leighton; dopo il filmato, Leighton ha usato le sue conoscenze per insabbiare una seconda inchiesta. Jennifer Packer tenta il suicidio, e in ospedale ammette che il marito lo sospettava di infedeltà, quando la verità era peggiore: trascurata dal marito per il varietà, la donna era caduta nel vizio del gioco, ed ora è fortemente indebitata (oltre a doversi accollare i debiti del marito). A teatro Queen padre riconosce in Risky Ross un ex delinquente minorile, Joey Flanders, che aveva preso in flagrante decenni fa per furto d’auto, ma non l’aveva arrestato; Flanders si è poi dato al varietà, stava anche per iniziare un programma in tv, ma poi Packer ha scoperto i suoi trascorsi giovanili e lo ha ricattato, incastrandolo in un ingaggio che Flanders non voleva.
Ellery invece sta cercando di capire come sia stato avvelenato Packer; il cianuro agisce in fretta, quindi Packer è stato avvelenato nel punto dove è morto, il camerino di Veronica Veil; ma non c’era cibo nello stomaco, e il camerino era senza acqua, quindi non si poteva scioglierlo. Grazie a Pop, un anziano membro della troupe, Ellery capisce che la sparizione del pappagallo di Veronica Veil è legata all’omicidio, e scopre come Packer è veramente morto!
La sera della prima, Brimmer convoca gli indiziati a teatro per rivelare il colpevole; anche i Queen vengono a teatro per lo stesso motivo. Brimmer ha svolto ricerche sui lavori di Packer, e ha scoperto che un attore ora impiegato in un suo show lavorò per lui; da questi ha saputo che 35 anni prima, dopo uno spettacolo e festeggiamenti con troppi alcolici, Packer provocò un incidente alla guida della sua auto, cosa che costò l’uso della gamba ad uno degli attori, Alexander Denny; questi ora viene chiamato Pop, ed è nella troupe del teatro. Secondo Brimmer, Pop avrebbe avvelenato Packer con la fiaschetta che porta sempre con sé; ma Ellery spiega che Packer aveva dichiarato nel filmato di soffrire d’ulcera, perciò non poteva bere alcolici. Il veleno è stato non ingerito, ma aspirato: Packer è stato spruzzato con un oggetto di scena, una pompa manuale usata da Risky Ross per le sue gag; Risky l’ha caricata con cianuro disciolto in acqua, poi è uscito per comprare un hamburger ancora con gli abiti di scena, comnpresi pantaloni larghissimi utili per nascondere l’arma e il pappagallo di Veronica (la bestiola aveva preso una parte dello spruzzo e quindi era morto subito). Lui è stato l’unico indiziato a comportarsi come se la polizia non avesse letto la lettera scomparsa, perché l’ha presa e distrutta; di fronte all’evidenza, Risky ammette che Packer stava distruggendo tutta la sua carriera, e lui voleva semplicemente vendicarsi.
Risolto il caso, padre e figlio tornano in sala, dove Veronica ha già iniziato da tempo lo spettacolo; anche la squadra buoncostume entra in scena (guidata da un ex collega del sergente Veelie), facendo decine di arresti; Richard Queen ottiene la soddisfazione di vedere Brimmer arrestato per sbaglio, e non fa nulla per tirarlo fuori dai guai.
- Altri interpreti: George Burns (Sam Packer), Julie Adams (Jennifer Packer), William Demarest (Alexander 'Pop' Denny), John Hillerman (Simon Brimmer), Barbara Rhoades (Veronica Vale), Jack Carter (Risky Ross/Joey Chandler), Hayden Rorke (Marcus Brady), John Dennis (Tolson)

## La maledizione del faraone
- Titolo originale: The Adventure of the Pharaoh's Curse
- Diretto da: Seymour Robbie
- Scritto da: Rudolph Borchert e Peter S. Fischer

### Trama
Norris Wentworth, un chiacchierato benefattore, viene trovato morto dentro un museo; l'autopsia stabilisce senza dubbio che la causa è un attacco di cuore, ma si sospetta che il malore sia stato provocato. Il defunto era entrato nel museo grazie a qualcuno che gli aveva aperto la porta e poi minacciato, ed è morto perché non è riuscito ad assumere le pillole per il cuore che portava in tasca. Alle indagini si unisce il tenace Simon Brimmer, mentre un egittologo rivela che il sarcofago donato da Wentworth al museo è stato trafugato dalla tomba di un faraone dell'antico Egitto; millenni prima su quella tomba fu posta una maledizione che doveva colpire i saccheggiatori della cripta. Tra i sospettati ci sono anche figlio e nuora della vittima, oltre alla moglie e al direttore del museo, tra i quali c'è una relazione platonica. Alla fine Ellery scopre che il colpevole è la guardia del museo, Harry, il quale aveva riconosciuto Wentworth e voleva vendicarsi per la morte del proprio figlio: durante la guerra la fabbrica del defunto costruiva aerei difettosi e ciò era costato la vita a molti piloti, compreso il figlio di Harry, abbattuto in missione sopra Amburgo. Wentworth era stato anche interrogato da una commissione governativa, ma assolto. Harry lo ha attirato al museo e minacciato con la pistola, provocandogli involontariamente l'infarto fatale, ma non ha fatto in tempo a fargli assumere i farmaci che Wenthworth aveva con sé, giudicando la sua morte come un'inevitabile giustizia divina. Harry si è però tradito riposizionando le pillole nella tasca sinistra del morto: Ellery spiega al padre che, durante l'infarto, l'arteria coronaria si contrae e blocca i movimenti del braccio sinistro (quello più vicino al cuore), per cui i malati devono portare le pillole sul lato destro del corpo per poterle prendere, nell'eventualità di una crisi, con l'unico braccio disponibile.
- Altri interpreti: June Lockhart (Claudia Wentworth), Simon Oakland (Norris Wentworth), Ross Martin (dott. Otis Tremaine), John Hillerman (Simon Brimmer), Nehemiah Persoff (dott. Mustafa Haddid), Wallace Rooney (Harry), John Larroquette (Bellhop)

## Premio letterario
- Titolo originale: The Adventure of the Blunt Instrument
- Diretto da: Ernest Pintoff
- Scritto da: Michael Robert David e Robert van Scoyck

### Trama
Edgar Manning, celebre autore di romanzi polizieschi, vince il premio "Corpo contundente" per il miglior libro giallo dell'anno, intitolato The Shanghai Solution, battendo la concorrenza del collega Nick McVey. Dopo la premiazione, Manning festeggia l'avvenimento ricevendo a casa propria alcuni ospiti, tra cui la sua segretaria Mary Parks, la sua amante Magda Szomony, un'attrice ungherese, il suo collaboratore Cliff Wadell, e il suo editore George Tisdale, oltre allo stesso Nick McVey, lo scrittore suo rivale. Durante la serata, Manning viene assassinato nel suo studio, colpito alla testa proprio con il premio "Corpo contundente", mentre sta parlando al telefono con Ellery Queen, anch'egli candidato al premio ma costretto a rinunciare alla serata a causa di un forte raffreddore. Le indagini dell'ispettore Queen, coadiuvato da Ellery, fanno emergere il rancore e il risentimento che ciascuno dei sospettati nutriva nei confronti di Manning, uomo arrogante e senza scrupoli, pronto a rivelare i più oscuri segreti delle persone a lui vicine, inserendoli nella trama del suo prossimo libro in preparazione. Nelle indagini, Ellery si incontra (e si scontra) col collega McVey, uomo apparentemente molto controllato ma capace di forti scatti di rabbia, che cerca di investigare autonomamente. Un biglietto anonimo rivela che Magda Szomony si trova negli Stati Uniti illegalmente e l'attrice, sconvolta per il timore di essere espulsa dal paese, tenta il suicidio, ma viene salvata in extremis da Ellery e dall'ispettore Queen, accorsi presso la sua abitazione. Proprio nel momento in cui il sergente Velie abbatte con un calcio la porta dell'abitazione della Szomony, Ellery intuisce che l'arma con cui è stato ucciso Manning non è affatto il premio "corpo contundente", e che lo scrittore è stato colpito alla testa da un violento calcio sferratogli alle spalle da Cliff Wadell; questi è un ex soldato esperto di arti marziali, che durante la guerra è rimasto gravemente menomato ad una gamba, poi sostituita con una protesi; per uccidere Manning, Wedell si è appoggiato sulla gamba sana e ha sferrato l'attacco con quella artificiale. Wadell confessa di essere il vero autore di gran parte del libro per il quale Manning è stato premiato, e di aver ucciso lo scrittore in un impeto di rabbia, sconvolto dal rifiuto di Manning di riconoscergli i suoi meriti letterari; aveva concepito e scritto l'ultimo successo dello scrittore praticamente da solo, facendo anche ricerche nella biblioteca pubblica; dopo ha anche avvisato col biglietto la polizia della situazione legale di Magda, di cui era invaghito, sia per vendetta sia per depistare le indagini.
- Altri interpreti: Eva Gabor (Magda Szomony), Dean Stockwell (Cliff Wadell), Richard Jaeckel (Nick McVey), John Dehner (George Tisdale), Ellen Weston (Mary Parks), Keene Curtis (Edgar Manning), Joanna Barnes (Camellia Justice), Robert Cornthwaite (Stephen Osterwald), Ross Elliott (Cap. Hill)

## Il falco nero
- Titolo originale: The Adventure of the Black Falcon
- Diretto da: Walter Doniger
- Scritto da: Marc B. Ray

### Trama
Ellery e l'ispettore Queen assistono a una trasmissione radiofonica presentata da Simon Brimmer, che si tiene dal vivo in un noto locale newyorchese di proprietà di Nick Kingston ed Eddie Morgan. Durante i preparativi per la messa in onda, Kingston viene avvelenato nella cantina accanto ad una delle rastrelliere contenenti i vini più pregiati. Poco prima di morire, l'uomo afferra la bottiglia di un vino dal nome "il falco nero", presumibilmente per lasciare una traccia che conduca all'assassino. L'ispettore ed Ellery iniziano le indagini, in parallelo con Simon Brimmer, che si affianca a loro in maniera ufficiosa. Emergono gli oscuri trascorsi del defunto, il quale, alla vigilia della prima guerra mondiale, era diventato amico della nota famiglia tedesca Schiller, proprietaria di pregiati vigneti in Germania e produttrice del vino "Il falco nero". Brimmer scopre un legame tra Flora Schumann, dipendente del nightclub di Kingston e Morgan, e l'etichetta "Il falco nero". La donna, il cui vero nome risulta essere Gretchen Schiller, viene interrogata dall'ispettore Queen e da Ellery e rivela che, allo scoppio del conflitto, affidò i propri due figli a Kingston (che all'epoca si faceva chiamare Harry Norman), affinché l'uomo li portasse in salvo negli Stati Uniti, consegnandogli anche un'ingente quantità di bottiglie dell'etichetta "Il falco nero". Non avendo avuto più alcuna notizia dei figli, la Schiller, allo scoppio della seconda guerra mondiale riuscì a raggiungere gli Stati Uniti e rintracciò Norman (il cui nuovo nome era Nick Kingston) nel suo locale notturno, dove si fece assumere come cameriera e custode delle toilette, ma non riuscì però a trovare conferma che l'uomo fosse la stessa persona incontrata in Germania trent'anni prima, né ad avere notizie sulla sorte dei propri figli. Dopo ulteriori indagini presso l'anagrafe, Brimmer scopre che Kingston, all'arrivo in America, lasciò i due bambini in orfanotrofio; la femmina morì subito di febbre tifoidea, mentre il maschio, adottato da una famiglia di Boston, si rivela essere John Randall, il pianista del nightclub. Parlando con il sommelier Alexander, Ellery scopre che quest'ultimo aveva spostato da poco le bottiglie sulle rastrelliere, quindi Kingston aveva afferrato una bottiglia del vino "il falco nero" credendo invece di prendere una bottiglia di vino di marca "Morningstar". L'equivoco consente a Ellery di rivelare la soluzione del caso: l'autore del delitto è il socio di Kingston, Eddie Morgan, il cui vero cognome è "Morgenstern" (equivalente tedesco di "Morningstar"). Desideroso di lasciare il lavoro e di vendere il locale, ma impossibilitato per la ferma opposizione del socio, Morgan ha ucciso Kingston poco prima di andare in onda con la trasmissione dal vivo. Simon Brimmer, dopo aver ingiustamente accusato John Randall, si consola seguendo un consiglio di Ellery, il quale gli suggerisce di intervistare nella propria trasmissione radiofonica Flora Schumann ed il figlio appena ritrovato, affinché essi raccontino la loro commovente vicenda.
- Altri interpreti: Howard Duff (Eddie Morgan), Signe Hasso (Flora Schumann), Tab Hunter (John Randall), John Hillerman (Simon Brimmer), Roddy McDowall (The Amazing Armitage), Lewis Charles (Nick Kingston), William Schallert (Alexander)

## Il pugno della domenica
- Titolo originale: The Adventure of the Sunday Punch
- Diretto da: Seymour Robbie
- Scritto da: Larry Alexander

### Trama
Il pugile Brad Hogan, detto Kid, favorito per un incontro importante, muore durante un allenamento; l'autopsia attribuisce il decesso al veleno, ma le indagini non consentono di risalire alle circostanze dell'avvelenamento. I sospetti cadono dapprima sul suo sparring partner Joe Adams, che avrebbe potuto facilmente procurarsi del veleno grazie ai suoi studi presso la facoltà di farmacia, e che fruisce di una borsa di studio grazie all'interessamento di Frank Anthony, un noto gangster a cui salvò la vita tempo prima. Quando Ellery riesce a dimostrare l'estraneità di Adams ai fatti, il giornalista Frank Flannigan (che segue la vicenda per conto della "New York Gazette"), accusa in successione Knucks O'Neill, rivale di Hogan, poi l'allenatore Sam Hatter. Ellery apprende che Melinda Sanford, la fidanzata di Hogan, subiva il comportamento violento e possessivo del pugile, tanto da essere costretta a fuggire ad Atlantic City per farsi curare i segni delle percosse senza insospettire il padre Doc Sanford, medico di Hogan. Ellery svela infine il mistero, chiarendo i dettagli della morte di Hogan: colpito con violenza da Adams, Hogan cadde svenuto e Hatter tentò inutilmente di rianimarlo. Dopo averlo trasportato nello spogliatoio, Hatter lasciò Hogan da solo con il dottor Sanford e uscì nel corridoio per chiamare al telefono la polizia. Fu in quel momento che il dottor Sanford avvelenò Hogan, allo scopo di proteggere il futuro della figlia e impedirle di sposare un uomo violento, dopo essere venuto a conoscenza del viaggio ad Atlantic City tramite il medico a cui la ragazza si era rivolta. Flannigan, che aveva già comunicato alla propria redazione l'imminente arresto di Hatter, corre al telefono per chiamare il giornale e far fermare le rotative, ma l'articolo è già in stampa.
- Altri interpreti: Lloyd Nolan (Doc Sanford), Dane Clark (Sam Hatter), Robert Alda (Frank Anthony), Ken Swofford (Frank Flannigan), Janet MacLachlan (Corinne Ogden), Richard Bakalyan (Knucks O'Neill), Otis Young (Joe Adams), Juanita Moore (Mrs. Douglas), Jerry Quarry (Brad 'Kid' Hogan), Terrence O'Connor (Melinda Sanford)

## Il trenino elettrico
- Titolo originale: The Adventure of the Eccentric Engineer
- Diretto da: Peter H. Hunt
- Scritto da: Booker Bradshaw e David P. Lewis

### Trama
Lamont Franklin, presidente di una nota industria di impianti elettronici, si è ritirato nel laboratorio della sua villa in campagna, dove trascorre le giornate giocando con un sofisticato allestimento di trenini elettrici. A causa del suo stravagante comportamento, le sue funzioni sono state delegate ad altri componenti del consiglio di amministrazione, Roger Woods e Claude Sitwell, che hanno quindi beneficiato di un avanzamento di carriera. Franklin viene trovato assassinato nel suo laboratorio, malgrado nessuno potesse accedervi senza esibire un pass. Ellery viene aiutato nelle indagini da un'aspirante scrittrice, Lorelie Farnsworth, alle attenzioni della quale tenta inutilmente di sfuggire. Dopo aver interrogato familiari e collaboratori di Franklin, Ellery scopre che il comportamento dell'eccentrico inventore era solo temporaneo, una copertura per eludere possibili attenzioni da parte dello spionaggio industriale: Franklin stava lavorando allo studio di nuove applicazioni dell'elettronica all'automazione delle macchine in fabbrica (all'epoca a livello pionieristico), sperimentando nuove tecniche per mezzo dei trenini elettrici. L'autore del delitto è Roger Woods, uno dei dirigenti delle industrie Franklin, anch'egli ingegnere, il quale temeva che il ritorno di Franklin gli facesse perdere i privilegi nel frattempo acquisiti, a cui la moglie (che lo pressava continuamente per avanzare d'importanza) non intendeva rinunciare. Ellery riesce a scoprire che Woods ha tentato di assicurarsi un alibi, scrivendo egli stesso la risposta ad un suo messaggio diretto al morto e facendola recapitare tramite i trenini, che l'inventore usava anche per scambiare messaggi con familiari e amici dal suo laboratorio fino all'interno della casa.
- Altri interpreti: Dorothy Malone (Carol Franklin), Dick Van Patten (Billy Geeter), David Hedison (Roger Woods), Ann Reinking (Lorelie Farnsworth), Bobby Sherman (Doug Carmichael), Ed McMahon (Lamont Franklin), Ellen Madison (Emily Woods), Arthur Godfrey (Claude Sitwell)

## Il testimone diffidente
- Titolo originale: The Adventure of the Wary Witness
- Diretto da: Walter Doniger
- Scritto da: Peter S. Fischer

### Trama
Leo Campbell, ex poliziotto datosi alla professione legale, difende il suo amico Linville Hagen accusato di aver ucciso il gangster Nick Danello; il processo viene seguito dal boss Armand Danello e dal figlio Jimmy, padre e fratello della vittima. La difesa di Linville si basa sulla testimonianza della misteriosa Dottie Lomax, che avrebbe assistito ai fatti ma risulta irreperibile. La Lomax contatta Ellery chiedendo di incontrarlo, ma viene uccisa senza poter dare la propria versione dei fatti. L'ispettore Queen decide di non divulgare la notizia nella speranza di spingere il colpevole a tradirsi, ed impone il silenzio anche a Flannigan, il giornalista della "New York Gazette" che sta seguendo le indagini; infatti qualcuno tenta di far passare della dinamite in un cesto di fiori, ma i Queen e lo stesso Flannigan non sono convinti che si tratti dei Danello, poiché l'ordigno è opera di un dilettante e non sarebbe esploso. Ellery scopre una strana coincidenza: anni prima, Dottie Lomax aveva sposato Jimmy Danello (circostanza che Danello conferma, spiegando che suo padre aveva poi imposto il divorzio ai due), ma prima ancora, nel 1930, Leo Campbell aveva difeso una Dottie ancora minorenne in una delle sue prime cause. Malgrado le precauzioni, un giornale con la notizia della morte di Dottie Lomax arriva ugualmente alla giuria. A complicare le cose c'è la vicinanza che Ellery nota tra la moglie e l'amico e collega di Linville. Il giorno della sentenza, Ellery chiede al giudice di essere ascoltato come amicus curiae (amico della corte), per spiegare cosa è davvero successo. Linville Hagen ha davvero sparato a Nick Danello, più per paura che per reale pericolo, ed è stato Leo Campbell a suggerirgli di dichiarare che fosse presente una testimone. Linville conferma in aula, costringendo Leo ad ammettere di aver rintracciato Dottie Lomax per assoldarla nella messinscena; alla sua morte, Leo dichiara di aver mandato il giornale alla giuria per insinuare il dubbio e di non aver chiamato Dottie prima perché sperava di farcela da solo. Ma Ellery lo accusa di aver ucciso Dottie con premeditazione, perché non avrebbe retto il controinterrogatorio del procuratore distrettuale. Leo alla fine ammette e viene arrestato.
- Altri interpreti: Cesar Romero (Armand Danello), Sal Mineo (Jimmy Danello), Michael Constantine (Leo Campbell), Michael Parks (Terry Purvis), Dwayne Hickman (Linville Hagen), Dick Sargent (D.A. Tom Calabrese), Tricia O'Neil (Yvonne Danello), Katherine Woodville (Priscilla Hagen), Ollie O'Toole (Hobby)

## L'albero di Giuda
- Titolo originale: The Adventure of the Judas Tree
- Diretto da: Walter Doniger
- Scritto da: Martin Roth

### Trama
Il miliardario George Sherman viene trovato morto nel giardino della sua residenza, pugnalato con un coltello di foggia cinese e impiccato ad una trave di un gazebo, con una coroncina di fiori di siliquastro sulla testa, che il giardiniere spiega chiamarsi anche albero di Giuda. Le indagini, in cui si inserisce anche un detective delle assicurazioni (Sherman aveva stipulato una polizza sulla vita), rivelano verità nascoste antiche e recenti: Sherman aveva fatto fortuna durante la guerra con la vendita di armi in Asia ai guerriglieri cinesi, che poi aveva tradito vendendo preziose informazioni su di loro ai giapponesi. Tra i sospettati vi è Stephen Yang, uno dei sopravvissuti al tradimento di Sherman, che è tornato in America per affrontarlo ma ha trovato un uomo diverso, pentito delle sue malefatte. Un altro indiziato che aveva fatto visita a Sherman poco prima della sua morte, è padre Terrance Devlin, che raccoglie fondi per missioni cattoliche in Estremo Oriente. Un dossier militare rivela però che il vero padre Devlin è morto di polmonite anni prima, e che il capitano Thomas G. Horton, un ex marine che ha abbandonato gli Stati Uniti per fare il missionario laico, lo impersona per proseguire il lavoro di Devlin in Asia. L'autopsia rivela che Sherman stava morendo di leucemia, ma il suo medico curante Anthony Bender aveva taciuto la circostanza al momento della stipula della polizza sulla vita; Bender ha poi intrapreso una relazione con Paulette, la moglie del defunto, relazione che i due sostengono che Sherman approvasse. Dalle indagini si apprende che Sherman, consapevole della morte imminente, si è adoperato per chiudere i conti aperti della sua esistenza, rimediando al male commesso; il suo testamento assegna il denaro a fondazioni ed enti benefici, lasciando alla moglie soltanto la polizza sulla vita. Prima di morire, Sherman ha inoltre firmato un assegno in favore di Yang, e due per la missione di padre Devlin; il primo era intestato a nome del missionario, ma il finto prete gli chiese di strapparlo e firmarne un altro intestato direttamente alla missione: in questo modo, Horton poteva incassare il secondo senza commettere reato. Per punire la moglie a causa della sua relazione con il medico, Sherman si è vendicato suicidandosi col pugnale, lasciando una lettera in cui spiegava che la polizza non sarebbe stata valida in caso di suicidio. Scoperto l'accaduto, i due amanti hanno fatto sparire la lettera e spostato il corpo in giardino per far credere a un omicidio che non avrebbe compromesso la validità della polizza. Per quanto non colpevoli di omicidio, Paulette e Bender vengono arrestati per intralcio alle indagini e truffa all'assicurazione.
- Altri interpreti: Dana Andrews (Louis Marshall), Diana Muldaur (Paulette Sherman), George Maharis (Dr. Anthony Bender), James Shigeta (Stephen Yang), Jack Kruschen (Gunther Starr), Clu Gulager (padre Terrance Devlin), Michael Pataki (Al Russo)

## Giallo a Hollywood
- Titolo originale: The Adventure of the Sinister Scenario
- Diretto da: Peter H. Hunt
- Scritto da: Robert Pirosh

### Trama
Ellery e il padre, l'ispettore Richard Queen, sono a Hollywood per assistere alla realizzazione di un film tratto da un lavoro di Ellery. Mentre si svolgono le riprese in interni di una sequenza in cui l'attrice Pamela Courtney deve sparare all'attore Gilbert Mallory (interprete del ruolo di Ellery) con una pistola a salve, la finzione si trasforma in tragica realtà, poiché Mallory è ferito mortalmente dall'arma di scena, che inspiegabilmente contiene proiettili veri. Pur essendo fuori dalla loro giurisdizione, Ellery e il padre affiancano in maniera non ufficiale il tenente Braden e gli investigatori di Los Angeles (col beneplacito del capitano Benjamin Blake, vecchio amico e collega di Richard Queen), frequentando per alcuni giorni gli ambienti del cinema e constatando il cinismo e l'opportunismo dei sospettati, dalla moglie di Mallory, Claire, al regista del film Michael Raynor, dall'ambiziosa Pamela Courtney all'addetto stampa Dave Pierce, fino all'attrezzista Al Garvin, che nutriva rancore nei confronti di Mallory che gli aveva sedotto la figlia. Quando anche Mike Hewitt, la controfigura di Mallory promosso a protagonista del film, viene ucciso durante le riprese di una scena d'azione in esterni, Ellery intuisce la verità, dopo aver visionato più volte entrambe le sequenze. La morte di Mallory è stata un tragico errore, poiché la vittima inizialmente designata era proprio Hewitt, che nella scena in interni avrebbe dovuto essere al posto di Mallory. L'addetto stampa Dave Pierce, l'unico a non aver ricevuto il copione con la comunicazione dell'avvicendamento di Hewitt con Mallory, confessa di aver sostituito i proiettili a salve con quelli veri, senza sapere che Mallory avrebbe interpretato la scena inizialmente programmata con Hewitt. Il movente è riconducibile alla morte di un'attrice tempo prima, che era tossicodipendente e alla quale Pierce procurava gli stupefacenti. Hewitt ne venne casualmente a conoscenza e ricattò Pierce, barattando il suo silenzio in cambio dell'aiuto ad ottenere una parte importante con la quale sperava di diventare famoso.
- Altri interpreti: Vincent Price (Michael Raynor), Barbara Rush (Claire Mallory), Troy Donahue (Gilbert Mallory), Don DeFore (Dave Pierce), Paul Fix (Capt. Benjamin Blake), Noah Beery Jr. (Lionel Briggs), Paul Carr (Lt. Braden), Susan Damante (Pamela Courtney), Jack Murdock (Al Garvin), James Sikking (Mike Hewitt), Karl Lukas (Sgt. Harris)

## La donna in blu
- Titolo originale: The Adventure of the Two-Faced Woman
- Diretto da: Jack Arnold
- Scritto da: Robert Swanson

### Trama
La miliardaria Lillian McGraw viene trovata assassinata nella sua residenza. Chiamato dal padre, Ellery si reca a casa McGraw in compagnia di Simon Brimmer, il quale gli riferisce un curioso episodio a cui ha assistito di persona nel pomeriggio: la McGraw, accompagnata dal marito Clint e dalla di lui cugina Celeste Wakefield, ha partecipato ad un'asta di quadri, insistendo con particolare accanimento nel voler acquistare un'opera chiamata "La donna in blu", pagandola un prezzo spropositato. Interrogato dalla polizia, Sergio Vargo, autore dell'opera e presente all'asta quel pomeriggio, rivela di essersi subito recato a trovare la McGraw a casa, e dalla conversazione ha dedotto che lei pareva molto più interessata a quanto poteva essere celato sotto la tela, piuttosto che al dipinto vero e proprio. Brimmer suggerisce che sotto "la donna in blu" possa esserci un altro dipinto e, con l'approvazione di Clint McGraw e alla presenza dell'ispettore Paul Cravette, un investigatore francese che si occupa di reati legati ad opere d'arte, la tela viene raschiata e rivela un ritratto giovanile proprio di Lillian McGraw. Dalla firma, Cravette riconosce un pittore debosciato e di modesto talento, Paul Lazar, noto soprattutto per la vita irregolare, e coinvolto anni prima nel delitto del suo socio e gallerista, tale Muller. Parlando con Celeste Wakefield, Ellery e l'ispettore Queen apprendono che Lillian McGraw (proveniente da una famiglia ricca, diversamente dal marito) in gioventù fu mandata in un collegio svizzero, da cui fuggì per recarsi in Francia a vivere un'esistenza da bohemienne e a coltivare le proprie aspirazioni artistiche. Ellery si reca quindi a parlare con il dottor Friedland, uno psicologo a cui Lillian McGraw si era rivolta per tentare di far riemergere un trauma sepolto nel suo subconscio. Scavando nei trascorsi della casa d'aste, Richard Queen scopre che il proprietario e banditore Myles Prescott è un ex criminale e vende anche quadri falsi realizzati dal falsario Anton Lucheck; tuttavia i due negano di avere commesso il delitto. Convinto di aver individuato il colpevole, Brimmer accusa Vargo di essere Lazar e di aver ucciso la McGraw per proteggere il segreto della morte di Muller, ma Ellery interviene per rivelare la soluzione del caso: mostrando ai presenti il ritratto della McGraw riemerso sotto la "donna in blu", egli pone l'attenzione sulla posizione di un neo sul volto della donna, invertito rispetto alla realtà; Ellery spiega che il quadro è in realtà un autoritratto eseguito con l'aiuto di uno specchio, realizzato dalla stessa McGraw sotto lo pseudonimo di Paul Lazar durante la sua parentesi giovanile in Francia. Quando la famiglia McGraw mandò in Europa Celeste Wakefield per rintracciare Lillian, la cugina la trovò con Muller, con il quale conviveva a Cherbourg. La Wakefield, preoccupata di veder sfumare i progetti di inserire il cugino Clint nell'alta società, uccise Muller e riportò Lillian in America, dove i due si sposarono. Dopo molti anni trascorsi senza ricordare nulla dell'accaduto, Lillian stava però iniziando a esplorare il proprio subconscio, con l'aiuto del dottor Friedland. Dopo aver acquistato la "donna in blu" e aver subito tentato di raschiare il dipinto, Lillian venne sorpresa dalla cugina Celeste, che la uccise per evitare che la donna riprendesse piena consapevolezza delle circostanze del vecchio delitto a Cherbourg.
- Altri interpreti: Vera Miles (Celeste Wakefield), Forrest Tucker (Clint McGraw), Victor Buono (Dr. Friedland), John Hillerman (Simon Brimmer), Theodore Bikel (Sergio Vargo), Edward Mulhare (Myles Prescott), Alfred Ryder (Isp. Paul Cravette), Joyce Brothers (Lillian McGraw), Woodrow Parfrey (Dr. Saltzman), Ben Wright (Anton Lucheck)

## Il tiranno di Tin Pan Alley
- Titolo originale: The Adventure of the Tyrant of Tin Pan Alley
- Diretto da: Seymour Robbie
- Scritto da: Robert Van Scoyk

### Trama
Mentre mangia in un bar, Ellery Queen ascolta una canzone alla radio, prima che il cameriere Dan Murphy (un giovane musicista desideroso di sfondare) si arrabbi sostenendo che la canzone è sua; il giovane esce come una furia minacciando il compositore Alvin Winer, a cui viene attribuito il pezzo; in seguito Winer viene ucciso, poco dopo che Murphy ha fatto irruzione nello studio del conduttore Buddy Parker, amico di Winer, dando in escandescenze e tacciando l'anziano musicista di averlo plagiato (gli aveva inviato lo spartito del pezzo composto per chiedere un parere); alla scena ha assistito anche Simon Brimmer, che decide di condurre un'indagine in parallelo. Il primo indizio considerato è la presenza di un disco di Gary Swift in mano al morto.
Investigando sulla vittima, i Queen scoprono molte cose: innanzitutto Winer aveva esaurito la sua vena artistica da molto tempo, e a volte plagiava i pezzi che gli venivano mandati da aspiranti colleghi, i quali erano pagati una cifra modesta o ricevevano un parere negativo; all'insaputa di tutti, l'uomo era daltonico, dettaglio noto solo alla moglie e alla figliastra, che saranno però tolte subito dalla lista dei sospetti; per finire, poiché non riusciva a comporre, Winer pagava mazzette affinché i conduttori scegliessero spesso i suoi pezzi assicurandogli popolarità ed ingaggi; sul fatto stava già indagando da tempo una commissione investigativa.
Brimmer crede di aver risolto il caso, così convoca tutte le persone coinvolte alla trasmissione di Buddy Parker; in diretta accusa in alla radio Herbie Morrow, il collaboratore ed amico della vittima, basandosi sulla scelta del disco fatta da Winer al momento della morte (parla della Carolina, lo stato da cui Morrow proviene). Ellery interviene e spiega che il daltonismo imnpediva al defunto di distinguere i colori usati nell'archivio per la classificazione delle canzoni. Il vero colpevole è Buddy Parker; l'uomo aveva perso gli occhiali nell'archivio (aveva l'abitudine di lasciarli in giro ovunque) quando uccise Winer dopo l'inseguimento fallito di Swift, ed era tornato a leggere gli annunci senza; Winer aveva preso il disco di Gary Swift per coincidenza, il daltonismo e il poco tempo non gli avrebbero permesso di sceglierlo appositamente. Parker confessa che era dentro con Winer nella storia delle bustarelle, e rischiava molto più del compositore; poi si congeda dal pubblico per farsi arrestare e lascia il microfono a Brimmer.
- Altri interpreti: Rudy Vallée (Alvin Winer), Polly Bergen (Dina Carroll-Winer), Albert Salmi (Herbie Morrow), John Hillerman (Simon Brimmer), Norman Fell (Errol Keyes), Ken Berry (Buddy Parker), Michael Callan (Gary Swift)

## Il sonno del gangster
- Titolo originale: The Adventure of Caesar's Last Sleep
- Diretto da: Peter H. Hunt
- Scritto da: Robert Pirosh

### Trama
Il procuratore distrettuale Irwin Murphy, arrampicatore sociale con velleità politiche, fa incaricare l'ispettore Queen di proteggere Ralph Caesar, un gangster affiliato alla banda del noto criminale Benny Franks, che riscuote protezioni in città. Caesar, che si appresta a testimoniare contro Franks in tribunale, è appena scampato a un attentato avvenuto presso la sua abitazione, da cui si è salvato solo per uno strappo alle sue abitudini, che egli osserva in modo maniacale. L'ispettore si fa affiancare dall'agente Jim Millay e dal sergente Velie per accompagnare Caesar in un hotel, dove pernotterà sotto falso nome alla vigilia dell'udienza. Nello stesso albergo prende alloggio il killer professionista Jay Bonner, che però non riesce ad avvicinare il suo bersaglio. Tuttavia, la mattina seguente Caesar viene trovato morto nel suo letto e l'autopsia attribuisce la causa al veleno. Richard Queen deve subire le rabbiose accuse di Murphy, il quale vede sfumare la possibilità di incastrare Franks: Murphy punta il dito contro Velie, perché il cognato del sergente è cuoco in un locale frequentato da Benny Franks, ma i sospetti cadono sull'agente Malley, che la sera prima aveva offerto a Caesar un chewing gum, poi ritrovato appiccicato sotto il comodino e contenente tracce di veleno, seppur troppo esigue per essere letali. Mentre il capo della Polizia rimprovera l'ispettore Queen di appoggiarsi troppo al figlio, Ellery va a parlare con Benny Franks, il quale sostiene di aver tentato di incastrare Murphy con la complicità di Caesar; poiché sotto le elezioni molti politicanti puntano il dito contro il crimine, Franks voleva anticipare Murphy creando una situazione in cui Caesar sarebbe stato preso sul fatto e costretto a testimoniare; però alla fine avrebbe raccontato di alcune attività secondarie e meno fruttuose di Franks, il minimo per cambiare identità e sparire con la sua amante (il prezzo estorto a Murphy per parlare in tribunale). Franks fa quindi notare che dunque lo stesso Murphy aveva un movente, se ha scoperto la truffa. Intanto una soffiata rivela il nascondiglio del killer Bonner, che però viene ferito durante la sparatoria con la Polizia, colpito dal sergente Velie. Prima di morire, Bonner sostiene di non essere colpevole del delitto di Caesar; Velie consegna pistola e distintivo all'ispettore. Dopo che l'amante di Caesar conferma che il defunto progettava di fuggire con lei, i Queen si ritrovano al punto di partenza. Tramite Lee Marx, l'assistente di Murphy, Ellery ottiene di visionare alcuni filmati che mostrano Caesar e comprende come l'uomo è stato avvelenato ma, invece di prendere la parola come al solito, porta il padre a giungere alla sua stessa intuizione (per rispondere alle accuse del capo della polizia). L'ispettore Queen convoca una riunione nella quale descrive (al posto del figlio) come si sono svolti i fatti: accordatosi con Franks per ingannare Murphy, Caesar stava progettando di abbandonare la città e la moglie. Costei, furiosa per il tradimento e frustrata per la mediocrità della propria vita matrimoniale, aveva ingaggiato Jay Bonner, affinché il killer attentasse alla vita di Caesar mentre lei si procurava un alibi andando in visita dalla vicina di casa. L'attentato era però fallito poiché Caesar si era allontanato dal salotto (e dalla radio, che aveva interrotto la cronaca di una partita rimandata per via della pioggia), andando in cucina per prepararsi un panino. Poiché la circostanza imprevista aveva salvato il marito dall'attentato, la signora Caesar era ricorsa ad un mezzo indiretto, il veleno, spalmandolo sulle pagine del libro messo nella valigia del marito: Caesar, uomo estremamente metodico, che aveva l'abitudine di umettarsi le dita ogni volta che contava le banconote o voltava le pagine, leggendo il libro aveva assorbito il veleno predisposto dalla moglie, lasciandone traccia anche nel chewing-gum offerto dall'agente Malley. In seguito la donna aveva fatto una telefonata anonima alla polizia per liberarsi di Bonner, che era l'unico legame con il tentato omicidio. Dopo l'arresto della signora Caesar, Lee Marx fa un annuncio alla stampa, rivelando i maneggi di Murphy e danneggiandone l'immagine. È presente anche Benny Franks, che con le sue dichiarazioni rovina definitivamente la reputazione dell'ambizioso procuratore distrettuale.
- Altri interpreti: Stuart Whitman (D.A. Irwin Murphy), Edward Albert (Lee Marx), Timothy Carey (Jay Bonner), Jan Murray (Ralph Caesar), Michael V. Gazzo (Benny Franks), Kevin Tighe (Jim Millay)

## Cuore di pietra
- Titolo originale: The Adventure of Hard Hearted Huckster
- Diretto da: Edward M. Abroms
- Scritto da: Robert Swanson

### Trama
James Bevin Long è lo spietato e cinico dirigente di una società di produzione radiotelevisiva sponsorizzata dalla Quicksilver Tobacco, una compagnia che produce sigari. Long tratta i suoi sottoposti con arroganza e perfino crudeltà, guadagnandosi odio ed ostilità da tutti; una mattina, Ellery Queen va in questa società per chiedere informazioni sui sigari, allo scopo di imbastire la soluzione di uno dei suoi romanzi; arriva anche il giornalista Frank Flannigan, che vuole tentare di iniziare uno show alla radio per conquistare la notorietà; dopo aver parlato con la segretaria Florence Ames e con uno dei sottoposti di Long, Horace Manley, i due parlano un po' mentre attendono; insospettiti, entrano e trovano Long morto; Richard Queen viene chiamato dal figlio e le indagini iniziano. Horace Manley doveva subire le angherie di Long e il disprezzo sulle sue proposte, Jerry Crabtree era in disaccordo sul puntare più sulla radio o sulla TV, lo sceneggiatore Max Sheldon era bloccato da un contratto capestro e voleva tornare a scrivere serie TV, Rita Radcliffe era costretta a subire le avance di Long per veder accolte le sue proposte, e la stessa Florence era costretta con il ricatto ad essere una delle sue amanti. I sospetti si concentrano su di lei, perché il marito marinaio stava per tornare a casa; inoltre dalla sua posizione lei avrebbe visto chiunque fosse entrato da Long e giura che nessuno l'ha fatto; ma quando vanno ad interrogarla, la donna ha ingerito una forte dose di barbiturici nel whisky; però lei nega e sostiene sia un tentato omicidio; su insistenza di Ellery, l'ispettore Queen le assegna Veelie come protezione. Intanto Manley ha preso il posto di Long per il momento, e Crabtree ha il via libera per uno show televisivo, offrendo a Flannigan di condurlo; il giornalista dovrà intervistare personaggi famosi in diretta; come secondo ospite, Flannigan pensa a Richard Queen, ma quando il primo ospite dà forfeit e l'ispettore tarda, Flannigan rimedia convincendo il figlio a subentrargli. Nell'attesa delle riprese, Ellery guarda la trasmissione precedente, un programma di cucina, e nota che la cuoca ha tirato fuori la torta subito dopo averla infornata; l'impiegata vicino a lui spiega che il programma dura 15 minuti, quindi il piatto viene preparato ore prima per lasciare spazio alla ricetta, mostrando subito il risultato finale; grazie alla spiegazione, Ellery intuisce la vera successione degli eventi. Flannigan cerca di spingerlo a parlare del caso Long (con non poche difficoltà per la riservatezza abituale di Ellery) e lo scrittore ricostruisce la sua versione dei fatti in diretta.
Long era un abitudinario, mangiava e faceva sempre le stesse cose negli stessi giorni, e grazie a ciò Manley ha orchestrato l'omicidio; prima si procura una porzione del piatto di quel giorno, e lo fa passare dentro un pacchetto sigillato; entra da Long ad un'ora in cui l'uomo dorme, durante una pausa di Florence, manipola l'orologio di Long e lo sveglia; Long guarda l'orologio e crede sia ora di pranzo, mangia il piatto portato da Manley e va a lavarsi le mani nel bagno dell'ufficio, dove Manley lo uccide; l'assassino rimette a posto l'orologio (commettendo il primo errore, non riposiziona il vetro nella direzione giusta), lava i piatti ed aspetta il fattorino col pranzo con l'acqua che scorre; questi entra e ritira i piatti sporchi del giorno prima lasciando il pranzo del momento, mentre Manley imita alla meglio la voce di Long dicendo: "Mettilo sulla scrivania!"; uscito il fattorino, Manley si sbarazza del pasto in qualche modo; ora tutti sanno che Long ha mangiato il solito pranzo alla solita ora. Più tardi Manley rientra nell'ufficio quando Florence è alla scrivania, e uscendo saluta Long per crearsi un alibi tramite Florence (qui incontra Ellery e Flannigan presenti in sala), e se ne va; ufficialmente il delitto verrà compiuto più tardi, quando lui ha un alibi solido e gli altri no. Ma il giorno dopo, correggendo Florence sull'orario durante una riunione, scoprì che la donna regolava il suo orologio su quello di Long (che lo regolava qualche minuto avanti), e quindi lui ha compiuto un secondo errore; ha quindi indirizzato anonimamente i sospetti della polizia su Florence ed ha attentato alla sua vita, insospettendo Ellery; demolito l'alibi, Manley scappa ma viene preso da Veelie (presente per seguire Florence) e arrestato da Richard Queen, sopraggiunto durante la spiegazione.
Il Frank Flannigan show ha ottenuto un successo notevole, e Flannigan già pensa ad invitare il generale Dwight Eisenhower pensando che si candiderà alla presidenza con il Partito Democratico (in realtà lo fece come repubblicano); ma Jerry Crabtree, chiamato dal presidente della Quicksilver, gli spiega che avendo fumato una sigaretta in TV piuttosto che un sigaro, non ha fatto buona pubblicità al suo prodotto; Crabtree dovrà sostituirlo con un altro, e pensa a Ed Sullivan, mentre il furioso Flannigan sostiene che Sullivan non durerà a lungo (l'Ed Sullivan Show durò invece molti anni).
- Altri interpreti: Juliet Mills (Florence Ames), Eddie Bracken (Horace Manley), Bob Crane (Jerry Crabtree), Ken Swofford (Frank Flannigan), Herb Edelman (Max Sheldon), Carolyn Jones (Rita Radcliffe), Fred Beir (James Bevin Long)

## Il pugnale scomparso
- Titolo originale: The Adventure of the Disappeared Dagger
- Diretto da: Jack Arnold
- Scritto da: Stephen Lord

### Trama
Hamilton Drew, ex poliziotto ora in pensione e costretto su una sedia a rotelle, è ancora alla ricerca della soluzione di un vecchio caso accaduto durante la guerra, l'omicidio dell'industriale Stewart Hendricks, avvenuto a bordo dell'aereo privato sul quale la vittima viaggiava in compagnia della moglie Alyssa e di alcuni collaboratori: Brandon Chiles (suo braccio destro), Jerry Hacker (altro funzionario), Norma Burke (hostess dell'aereo); tutti i passeggeri bevvero caffè, che era però stato drogato, quindi nessuno poté vedere l'omicidio. All'epoca fu accusato il pilota, Buck Nolan, nonostante le prove fossero deboli: Nolan venne ritenuto il solo a essersi potuto sbarazzare dell'arma del delitto, una lama non identificata, gettandola dal finestrino della cabina di pilotaggio; come movente, Drew ritenne Nolan colpevole anche del ricatto nei confronti di Hendricks per il furto dei piani di un nuovo fucile automatico, richiesto dall'esercito per la guerra in corso; Nolan fu assolto dall'accusa di omicidio ma condannato a 5 anni per quella di ricatto. Dopo aver riflettuto a lungo sul caso, Drew ritiene di aver individuato la soluzione e convoca a casa propria i testimoni e i sospettati dell'epoca, rivelando di aver capito come l'arma sparì. La stessa sera, dopo aver telefonato al suo vecchio amico Richard Queen, senza trovarlo, Drew viene ucciso.
L'ispettore Queen ed Ellery svolgono le indagini, partendo da un unico indizio, un peso di piombo usato dai pescatori, oggetto che Drew aveva mostrato ai suoi ospiti, descrivendolo come l'elemento rivelatore per giungere alla soluzione. Dopo aver scontato la condanna, Nolan è ancora tra i sospettati e non ha perso il proprio carattere impetuoso e collerico. Tra gli altri indiziati vi sono Brandon Chiles, uno stretto collaboratore di Hendricks che ne ha preso il posto e ne ha sposato la vedova Alyssa, e Jerry Hacker, che era sempre stato trattato con sufficienza o indifferenza da Hendricka ma anche dagli altri. Per trovare una nuova strada su cui indagare, lo scrittore interpella un prestigiatore suo conoscente che lo aveva aiutato per alcuni libri; questi si limita a dire che gli illusionisti preparano alcuni oggetti di scena per sparire o rompersi senza lasciare tracce. Durante le indagini, Ellery visita due volte l'hangar in cui è custodito l'aereo dove avvenne il delitto; nella seconda visita nota l'operaio Stan Buffo che sta riparando un fucile saldando un pezzo con una lega a basso punto di fusione, scoprendo che Buffo e Chiles furono i veri ideatori del fucile rubato, ma il loro datore di lavoro ne prese il merito. Mente escono dall'hangar, qualcuno spara a Ellery e al padre colpendo le gomme dell'auto, e i due fanno solo in tempo a notare l'auto che si allontana. Richard Queen ha visto la targa, che appartiene a Buck Nolan. L'alibi di Nolan è debole (era in casa da solo davanti alla TV), ma Ellery si siede nell'auto e intuisce che il sedile del posto di guida era stato spostato in avanti da qualcuno più basso di statura rispetto a Nolan, che ha però dimenticato di rimetterlo come prima.
Riflettendo sulla polvere di gesso trovata nel vano di carico dell'aereo, Ellery arriva alla verità. Jerry Hacker (uomo dalla bassa statura) è colpevole del ricatto durante la guerra e di aver sparato sui due Queen usando la macchina di Buck Nolan; tuttavia l'uomo sostiene di essere stato scoperto da Brandon Chiles e costretto a dividere con lui il ricavato. Dal canto suo Chiles, desideroso di vendicarsi di Hendricks, costruì l'arma del delitto, una lama fatta con un materiale a bassa fusione, ricavata con uno stampo in gesso, drogò il caffè durante il volo, poi attirò con una scusa Hendricks nel retro dell'aereo e lo pugnalò; dopodiché sciolse l'arma e la trasformò in quel peso da pescatore rinvenuto successivamente. Quando anni dopo Hamilton Drew riconvocò tutti quelli coinvolti nella vicenda e mostrò loro il peso, Chiles capì che stava per essere smascherato e mentre la moglie dormiva si recò di nascosto da lui per ucciderlo, poi partì con lei per non farle avere la notizia subito.
- Altri interpreti: Walter Pidgeon (Hamilton Drew), Dana Wynter (Alyssa Chiles), Mel Ferrer (Brandon Chiles), Ronny Cox (Buck Nolan), R.G. Armstrong (Stan Buffo), Gary Burghoff (Jerry Hacker), Michele Marsh (Norma Lee Burke)